# Sébastien Bourdais
 Sébastien Bourdais  (Le Mans, 1979. február 28. –) francia autóversenyző. A Champ Car sorozat egyik legsikeresebb résztvevője, a versenyág négyszeres bajnoka (2004–2007). 2008-ban és 2009-ben a Toro Rosso Formula–1-es csapat versenyzője volt.

## Magánélete
Floridában él feleségével, Claire-rel és lányával, Emmával.

## Korai évek
A gokartozás után 1995-ben kezdődött karrierje, amikor a Formula Campus Bajnokságban indult, és az összesítésben a kilencedik helyen végzett. Ezután két évig a Francia Formula Renault Bajnokságban indult. 1997-ben öt pole-pozíciót és négy futamgyőzelmet szerzett, ezzel az összesítésben a második helyezést érte el. A következő két évben a Francia Formula–3-as bajnokságban versenyzett. 1998-ban öt futamgyőzelemmel a hatodik helyen végzett és megnyerte az Év Újonca díjat is. 1999-ben három pole-pozíciót szerzett, nyolc futamot nyert és ezzel a sorozatban az első helyen végzett.
2000-ben a Formula–3000 nemzetközi mezőnyében versenyzett a Prost Junior Csapattal. Összesítésben a 9. helyen végzett egy pole pozícióval és egy futamon elért második hellyel. 2001-ben a DAMS Csapathoz igazolt és Silverstone-ban megszerezte első futamgyőzelmét. 2002-ben ismét csapatot váltott. a Super Nova Racing autójával hét pole-pozíciót és három futamgyőzelmet szerzett. A pontversenyben vezető Tomáš Enge pontbüntetése miatt ő örökölte meg annak első helyét, két ponttal megelőzve Giorgio Pantanót.

## Champ Car

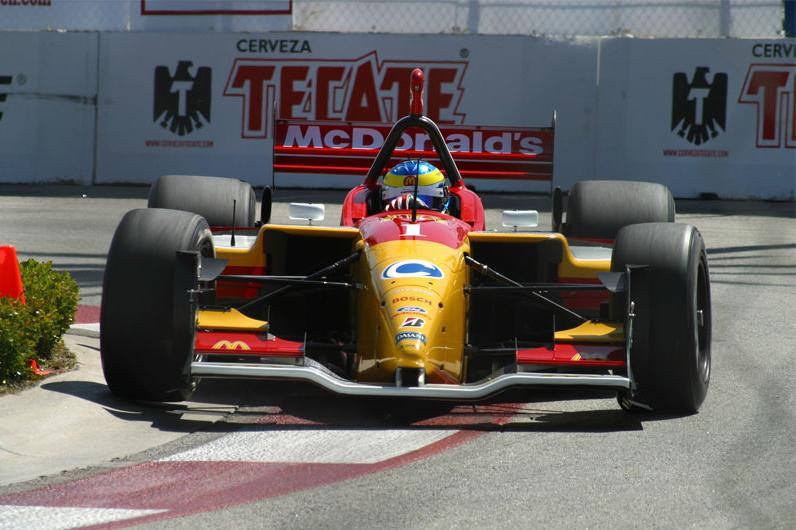
Bourdais 2005-ben

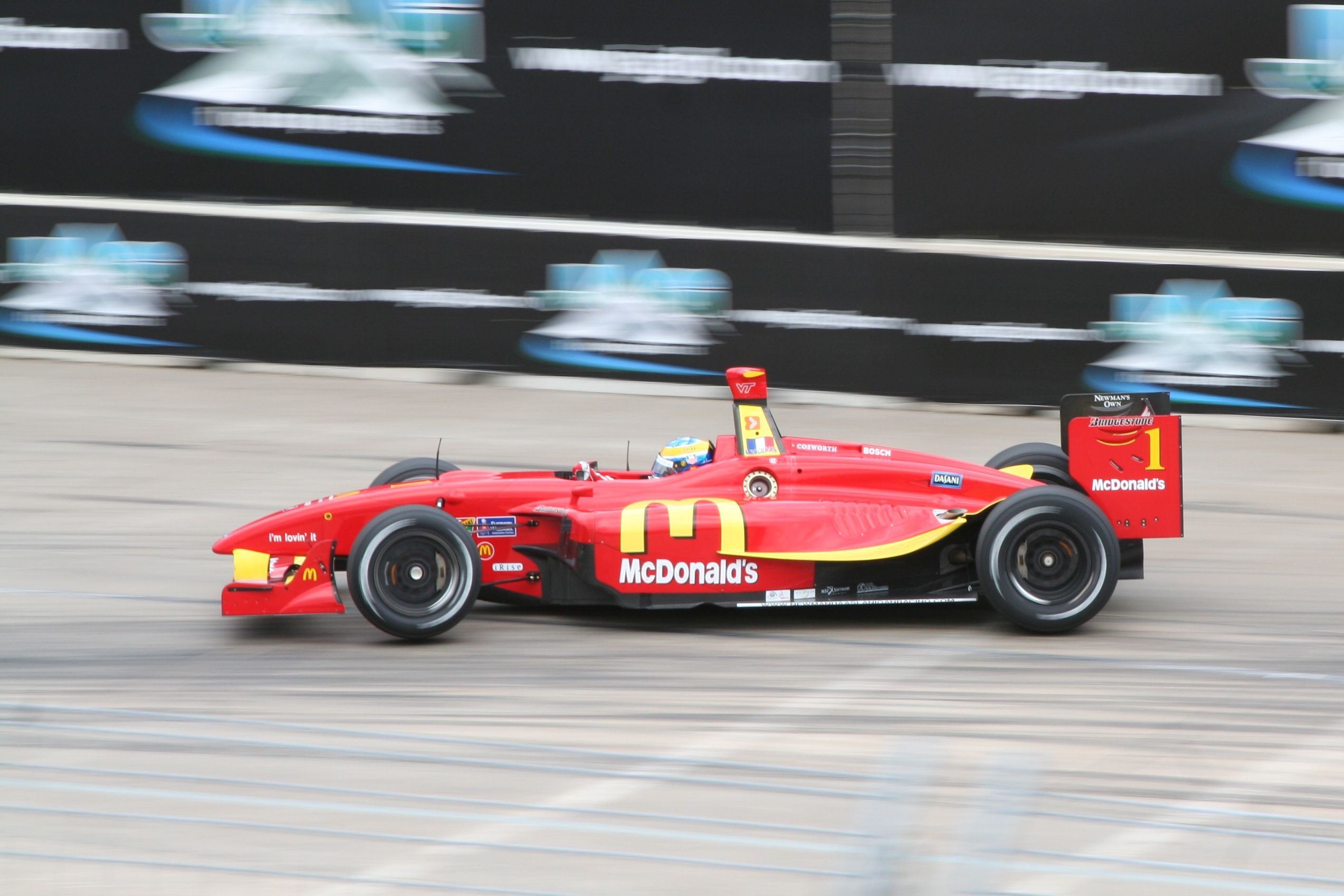
Sébastien Bourdais a Champ Car Houstoni Nagydíján, 2007-ben

Ahogy a legtöbb Formula–3000 bajnok, úgy Bourdais is a Champ Car sorozatban folytatta karrierjét. 2003-ban a Newman/Haas Racing-hez igazolt. Első Nagydíján rögtön a pole-pozíciót sikerült megszereznie. Ezt a bravúrt előtte utoljára Nigel Mansell tudta véghezvinni. Bár ezt a futamot csak a tizenegyedik helyen fejezte be, nem kellett sokat várnia az első győzelmére. Az évad negyedik futamán Nagy Britanniában sikerült a dobogó legfelső fokára állnia. Az évben még két futamgyőzelmet, három második helyet, és egy harmadik helyet zsebelt be. Ezzel az összesítésben a 4. helyen végzett és megkapta az Év Újonca címet is. 2004-ben maradt a Newman/Haas Racing csapatnál. A McDonald’s által szponzorált Lola autói uralták a mezőnyt. Bourdais nyolc pole-pozíciót ért el, tizennégy futamból tízen dobogós helyen végzett, ebből hét futamgyőzelem, egy második helyezés és két harmadik hely. Összesítésben első helyen végzett, dominanciáját az mutatja, hogy a világbajnoki ezüstérmes csapattársát, Bruno Junqueirát 28 ponttal előzte meg. 2005-ben szintén nem váltott csapatot, ötször indult az első rajtkockából, és tizenhárom futamból hatot nyert meg, további egy futamon ezüstérmet szerzett. Ezekkel az eredményekkel megvédte világbajnoki címét. 2006-ban is a Neewman/Haas Racingnél versenyzett. Hét pole-pozíciót és hat futamgyőzelmet zsebelt be, továbbá egy ezüst és három bronzérmet szerzett. Ezzel háromszoros világbajnok lett.
2007-ben sem váltott csapatot. Ötször indulhatott az első rajtkockából, nyolc futamgyőzelem mellett még egy ezüstérmet is szerzett, ezzel négyszeres világbajnok lett.

## Formula–1
2002-ben az Arrows csapattal tesztelt. A jó eredmények miatt az Arrows szerette volna szerződtetni, de a csőd szélén álló csapatnak erre az anyagi források hiánya miatt nem volt lehetősége. Még ebben az évben a Renault-nál is tesztelt, de végül a csapat Bourdais honfitársát, Franck Montagny-t szerződtette le. (Egyes értesülések szerint először ő kapott ajánlatot, de nem szeretett volna együtt dolgozni a Renault vezetésével.)[forrás?]
2007-ben tért vissza a Formula–1-be a Toro Rossóval tesztelni. 2007 januárjában bejelentette, hogy abban az évben még marad a Champ Car-ban. 2007. augusztus 10-én jelentették be, hogy 2008-tól Bourdais Vitantonio Liuzzi helyén, Sebastian Vettel mellett a Toro Rosso csapatánál fog versenyezni.

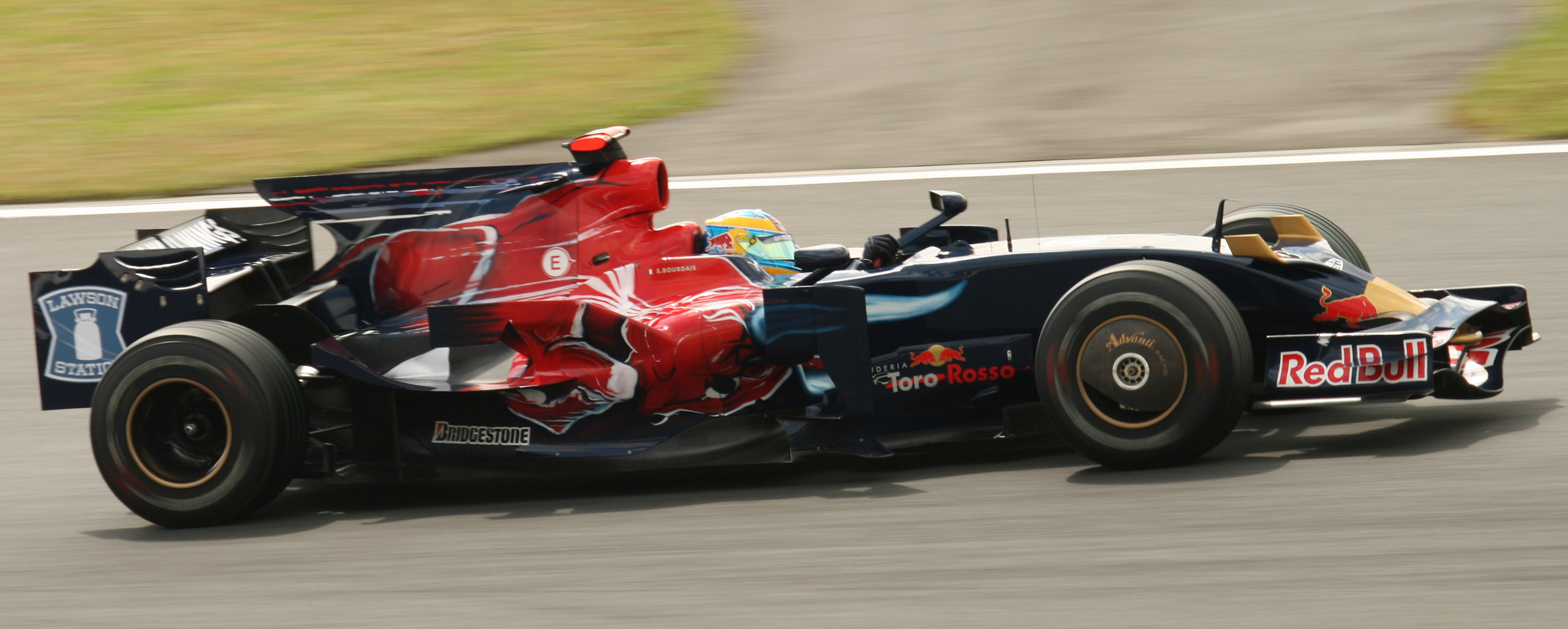
Sébastien Bourdais a japán nagydíjon

A 2008-as szezonnyitó ausztrál nagydíjon a negyedik helyen állt, amikor megállt az autó motorja, de már teljesítette a verseny 90%-át, ezért értékelték, és a 7. helyet szerezte meg, két pontot szerezve ezzel csapatának. Malajziában már az első körben kilökte Nico Rosberg, Bahreinben a 15. helyen ért célba. A spanyol nagydíjon Nelson Piquet próbálta megelőzni, de későn vette észre a Renault belső íven kanyarodó versenyzőjét, és összeütköztek. Bal első kerékfelfüggesztése eltörött, ami a verseny feladására kényszerítette. Törökországban kicsúszott és kiesett. Az esős monacói nagydíjon csak pár kört tudott megtenni az új STR3-assal, amikor David Coultharddal ugyanott veszítették el uralmukat az autójuk fölött. A falnak, majd egymásnak ütköztek és mindketten kiestek. Kanadában utolsóként, a 13.-ként ért célba. Hazai versenyén, a francia nagydíjon sem volt esélye a pontszerzésre, csak a 17. lett. A brit nagydíjon a 13. rajthelyet szerezte meg, és a 11. helyen ért célba. Németországban a 15. helyet szerezte meg az időmérőn, és a 12. helyen ért célba. A következő két versenyen is messze volt a pontszerzéstől, mígnem az esős belga nagydíjon megismételte élete legjobb Formula–1-es eredményét: 7. lett. Az év hátralévő öt versenyén mindannyiszor célba ért, de a pontszerzés rendre elmaradt. Japánban ugyan 6.-ként intették le, de utólag 25 másodperces időbüntetést kapott, mert a boxból kihajtva összeütközött Felipe Massával. A kínai nagydíj időmérő edzésén bejutott az első tízbe, de a versenyen csak 13. lett. A brazil nagydíjon ismét eljutott az időmérő edzés harmadik szakaszáig, de a versenyen nem tudta megtartani a 9. pozíciót és egy 14. hellyel zárta a szezont.
2008-ban Bourdais két 7. hellyel összesen 4 pontot szerzett, ami a világbajnoki pontverseny 17. helyére volt elég.
A 2009-es szezonban ismét maradt a Toro Rosso csapatánál. Mivel a szezon első felében rendszeresen gyengébben teljesített, mint csapattársa, az újonc Buemi, július 16-án kirúgta a csapat.

## IndyCar
2005-ben lehetőséget kapott, hogy induljon az indianapolisi 500 mérföldes versenyen a Champ Car csapatával. A futamot azonban feladni kényszerült. 2011-re szerződést írt alá a sorozatba a Dale Coyne Racing-el, néhány versenyen rajthoz álló versenyzőként, majd egy évvel később a Dragon Racing-gel ugyanebben a szerepkörben. 2013-ban már teljes szezon futott, ismét a Dragonnal és az évben három dobogós eredménye is lett. 2014-re és 2015-re a KV Racing Technology csapattal képviseltette magát az amerikai sorozatban. Ez időszak alatt három versenyt is nyert. 2016-ra átigazolt a KVSH Racing-hez. Az idényben egy futamgyőzelmet és két TOP5-ös eredményt is gyűjtött.
A 2017-es idényre visszatért a Daly Coyne Racing csapatához. A szezonnyitót egyből meg is nyerte St. Petersburg utcáin. Ebben az évben az indianapolisi 500 mérföldes verseny kvalifikációján egy súlyos balesetet szenvedett, aminek következtében az év hátralévő nagy részét kihagyni kényszerült. Azonban az utolsó három hétvégére visszatért, amelyekről két TOP10-es eredményt is szerzett.
2018-tól 2019-ig a Dale Coyne Racing egyik al csapatánál, a Dale Coyne Racing w/ Vasser-Sullivan istállónál versenyzett. Ez idő alatt mindössze két dobogós helyezést és egy győzelmet ért el.
2020-ra a gárdának anyagi problémák miatt egy jelentős szponzori és háttérrel rendelkező pilótát kellett igazolnia, ezért felbontották az eredetileg 2020 végéig szóló szerződését. 2020 februárjában az A. J. Foyt Enterprises ismertette, hogy a már csak az ovál pályás versenyeken induló veterán, brazil Tony Kanaan és az újonc kanadai, Dalton Kellett mellett ő is 4 fordulón vezetni fogja a 14-es rajtszámú autót: A szezonnyitón, St. Petersburgben, az alabamai Barber Motorsports Parkban, Long Beachen és az utolsó előtti portlandi fordulón, így nem szorult ki az IndyCar-mezőnyéből sem. Azonban nem sokkal idény előtt a széria szervezői bejelentették, hogy az első négy fordulót törölték a koronavírus-járvány miatt, ezért Bourdais már csak kevés ülhet autóba. A végül idény legvégére átkerült St. Petersburg fináléban 4. helyen ért célba és 2021-re is bekerült Leaders' Circle programba.
2021. szeptember 15-én teljes évre nevezte az A. J. Foyt csapat. A Long Beach-i szezonzárón bejelentette, hogy 2021 volt az utolsó éve a bajnokságban, de nyitva hagyta a lehetőségét a visszatérésnek is.

## Hosszútávú versenyek

### Le Mans-i 24 órás verseny és WEC
Szülővárosa híres versenyén először 1999-ben indult a Labre Competition színeiben Porsche 911 GT2-es autóval. Csapattársai Pierre de Thoisy és Jean-Pierre Jarier voltak. A versenyt a motor meghibásodása miatt 134. körben kényszerültek feladni. 2000-ben a Pescarolo csapattal indult Emmanuel Clerico és Olivier Grouillard mellett. 4. helyezett lett a három Domináns Audi mögött. 2001-ben csapattársai Jean-Christophe Boullion és Laurent Redon voltak, egy Courage C60-al álltak rajthoz. A versenyből 271 kör után estek ki. 2002-ben Jean-Cristophe Boullion mellett idén Franck Lagorce volt a csapat tagja. A kocsi nem változott, de idén sikerült beérni a célba a kilencedik helyen. 2003-ban nem indult. 2004-ben Nicolas Minassian és Emmanuel Collard csapattársaként versenyzett, de 282 kör után kiestek a versenyből. 2007-ben Stéphane Sarrazin és Pedro Lamy mellett állt rajthoz a Peugeot 908-al. Az első körben a nedves pályán Bourdais kicsúszott, de a verseny során sikerült végül a 2. helyre felhozni magukat az Audi mögé.
A 2008-as futamot kihagyta, de 2009-ben Stéphane Sarrazain-el és Franck Montagny-val újra a Peugeot-val indult és ismét 2. lett összetettben. A 2010-es versenyen kiesett, ugyancsak a Peugeot színeiben versenyezve. 2011-ben már megszokott módon maradt a francia gyártónál, Simon Pagenaud és Pedro Lamy társaként. Ám ismét meg kellett elégednie az összetett 2. pozícióval. 2016-ban a GTE Pro osztályban állt rajthoz egy legendás Ford GT-vel, Joey Hand és Dirk Müller oldalán. Összetettben 18., míg kategóriájában 1. lett.
2017-et kihagyta a Daytonai 24 órás miatt, de 2018-ban újra a mezőny tagja volt ugyanúgy ezzel a gárdával és felállással és a verseny végén a 3., dobogós helyen végzett a GTE Pro-ban. Mivel a 2018–19-es WEC szuper-szezon eseménye volt a legendás viadal, ezért először a történelem során egy szezonon belül két 24 órást is rendeztek. Az egyben szezonzáró második 24 óráson kizárták a csapatot és a triót a verseny végeredményéből, mert több üzemanyagot használtak a megengedettnél.
2022 januárjában az újonc brit Vector Sport igazolta le a 2022-es teljes WEC-szezonra, azonban a sebringi nyitányt ki kell hagynia IMSA-programja miatt, így Mike Rockenfeller ül be a helyére. A második, spái hétvégétől foglalta el a helyét. Az évad negyedik állomásán, Monzában sikerült az LMP2-es kategória 3. helyén zárnia csapattársaival. Az összetett értékelésben a 12. helyen rangsorolt, 21 ponttal.
2024 januárjában a WEC-ben résztvevő Cadillac Racing bejelentette, hogy nem nevez meg állandó harmadik versenyzőt a 2024-es világbajnoki szezonra, ezért az IMSA-programjukból is s indulhattak pilóták, váltva egymást. Az első fordulóban, Katarban Bourdais ült be Alex Lynn és Earl Bamber mellé.

### Egyéb
Champ Car pályafutása alatt több más versenyen is kipróbálta magát. 2002-ben Christophe Bouchut, David Terrien és Vincent Vosse csapattársaként egy Chrysler Viper GTS-R-rel megnyerte a Spá-i 24 órás versenyt. 2006-ban a Panoz Esperante autóval megnyerte a Sebringi 12 órás verseny GT2-es kategóriáját. 2005-ben részt vett a Bajnokok Nemzetközi Versenyén, ahol 12 versenyző közül az ötödik helyen végzett. A négy futam egyikét, a Texas Motor Spedeway-en ő nyerte meg. Bourdais indult az Amerikában megrendező Daytonai 24 órás autóversenyen is, amit 2014-ben összetettben meg is tudott nyerni, Christian Fittipaldi és João Barbosa csapattársaként, majd 2017-ben a GT Le Mans (GTLM) kategóriában aratott győzelmet, azzal a csapattal és társakkal, amelyekkel indult 2016-ban a Le Mans-i 24 óráson is.
2019. december 22-én a WeatherTech SportsCar bajnokságban szereplő JDC-Mustang Sampling Racing bejelentette, hogy a francia pilóta a 2020-as idény versenyein rajthoz áll az istállóval.

## Eredményei

### Champ Car
| Év   | Csapat              | 1      | 2      | 3      | 4     | 5      | 6      | 7      | 8      | 9     | 10     | 11    | 12    | 13     | 14     | 15    | 16     | 17    | 18     | 19    | Helyezés | Pont |
| ---- | ------------------- | ------ | ------ | ------ | ----- | ------ | ------ | ------ | ------ | ----- | ------ | ----- | ----- | ------ | ------ | ----- | ------ | ----- | ------ | ----- | -------- | ---- |
| 2003 | Newman/Haas         | STP 11 | MTY Ki | LBH Ki | BRH 1 | LAU 1  | MIL 9  | LAG Ki | POR Ki | CLE 1 | TOR 4  | VAN 3 | ROA 2 | MDO 5  | MTL Ki | DEN 2 | MIA Ki | MEX 2 | SUR Ki | FON T | 4.       | 159  |
| 2004 | Newman/Haas         | LBH 3  | MTY 1  | MIL Ki | POR 1 | CLE 1  | TOR 1  | VAN 5  | ROA 3  | DEN 1 | MTL Ki | LAG 8 | LAS 1 | SUR 2  | MEX 1  |       |        |       |        |       | 1.       | 369  |
| 2005 | Newman/Haas         | LBH 1  | MTY 5  | MIL 6  | POR 2 | CLE 5  | TOR 5  | EDM 1  | SAN 1  | DEN 1 | MTL 4  | LAS 1 | SUR 1 | MEX Ki |        |       |        |       |        |       | 1.       | 348  |
| 2006 | Newman/Haas         | LBH 1  | HOU 1  | MTY 1  | MIL 1 | POR 3  | CLE Ki | TOR 3  | EDM 2  | SAN 1 | DEN 7  | MTL 1 | ROA 3 | SUR 8  | MEX 1  |       |        |       |        |       | 1.       | 387  |
| 2007 | Newman/Haas/Lanigan | LAS Ki | LBH 1  | HOU 1  | POR 1 | CLE Ki | MTT 2  | TOR Ki | EDM 1  | SAN 5 | ROA 1  | ZOL 1 | ASS 7 | SUR 1  | MEX 1  |       |        |       |        |       | 1.       | 364  |

^ A Champ Car 2004-től új pontrendszert használt.

### IndyCar
| Év   | Csapat                               | 1      | 2      | 3      | 4      | 5       | 6       | 7      | 8      | 9      | 10     | 11     | 12     | 13     | 14     | 15     | 16     | 17     | 18     | 19     | Helyezés | Pont |
| ---- | ------------------------------------ | ------ | ------ | ------ | ------ | ------- | ------- | ------ | ------ | ------ | ------ | ------ | ------ | ------ | ------ | ------ | ------ | ------ | ------ | ------ | -------- | ---- |
| 2005 | Newman/Haas Racing                   | HMS    | PHX    | STP    | MOT    | INDY 12 | TXS     | RIR    | KAN    | NSH    | MIL    | MIS    | KTY    | PPIR   | SNM    | CHI    | WGL    | FON    |        |        | 28.      | 18   |
| 2011 | Dale Coyne Racing                    | STP Ni | ALA 11 | LBH 27 | SAO 26 | INDY    | TXS1    | TXS2   | MIL    | IOW    | TOR 6  | EDM 6  | MDO 9  | NHM    | SNM 6  | BAL 28 | MOT 6  | KTY    | LVS T  |        | 22.      | 188  |
| 2012 | Dragon Racing                        | STP 21 | ALA 9  | LBH 17 | SAO 18 | INDY 20 | DET 24  | TXS    | MIL    | IOW    | TOR 14 | EDM 15 | MDO 4  | SNM 22 | BAL 23 | FON    |        |        |        |        | 25.      | 173  |
| 2013 | Dragon Racing                        | STP 11 | ALA 16 | LBH 15 | SAO 14 | INDY 29 | DET 24  | DET 11 | TXS 20 | MIL 22 | IOW 14 | POC 16 | TOR 2  | TOR 3  | MDO 12 | SNM 10 | BAL 3  | HOU 8  | HOU 5  | FON 12 | 12.      | 370  |
| 2014 | KV Racing Technology                 | STP 13 | LBH 14 | ALA 15 | IMS 4  | INDY 7  | DET 13  | DET 20 | TXS 20 | HOU 4  | HOU 5  | POC 16 | IOW 19 | TOR 1  | TOR 9  | MDO 2  | MIL 12 | SNM 11 | FON 18 |        | 10.      | 461  |
| 2015 | KV Racing Technology                 | STP 6  | NLA 21 | LBH 6  | ALA 8  | IMS 4   | INDY 11 | DET 14 | DET 1  | TXS 14 | TOR 5  | FON 14 | MIL 1  | IOW 9  | MDO 17 | POC 23 | SNM 20 |        |        |        | 10.      | 406  |
| 2016 | KVSH Racing                          | STP 21 | PHX 8  | LBH 9  | ALA 16 | IMS 24  | INDY 9  | DET 1  | DET 8  | ROA 18 | IOW 8  | TOR 7  | MDO 20 | POC 5  | TXS 10 | WGL 5  | SNM 10 |        |        |        | 14.      | 404  |
| 2017 | Dale Coyne Racing                    | STP 1  | LBH 2  | ALA 8  | PHX 19 | IMS 22  | INDY Vi | DET    | DET    | TXS    | ROA    | IOW    | TOR    | MDO    | POC    | GTW 10 | WGL 17 | SNM 9  |        |        | 21.      | 214  |
| 2018 | Dale Coyne Racing w/ Vasser-Sullivan | STP 1  | PHX 13 | LBH 13 | ALA 5  | IMS 4   | INDY 28 | DET 13 | DET 21 | TXS 8  | ROA 13 | IOW 11 | TOR 19 | MDO 6  | POC 4  | GTW 21 | POR 3  | SNM 6  |        |        | 7.       | 425  |
| 2019 | Dale Coyne Racing w/ Vasser-Sullivan | STP 24 | COA 5  | ALA 3  | LBH 11 | IMS 11  | INDY 30 | DET 11 | DET 9  | TXS 8  | ROA 12 | TOR 8  | IOW 9  | MDO 11 | POC 7  | GTW 19 | POR 9  | LAG 7  |        |        | 11.      | 387  |
| 2020 | A. J. Foyt Enterprises               | TXS    | IMS    | ROA    | ROA    | IOW     | IOW     | INDY   | GTW    | GTW    | MDO    | MDO    | IMS 21 | IMS 18 | STP 4  |        |        |        |        |        | 28.      | 53   |
| 2021 | A. J. Foyt Enterprises               | ALA 5  | STP 10 | TXS 24 | TXS 19 | IMS 19  | INDY 26 | DET 11 | DET 16 | ROA 16 | MDO 11 | NSH 27 | IMS 15 | GTW 5  | POR 18 | LAG 14 | LBH 8  |        |        |        | 16.      | 258  |

#### Indianapolis 500
| Év   | Kasztni | Motor     | Rajthely | Eredmény | Csapat                                 |
| ---- | ------- | --------- | -------- | -------- | -------------------------------------- |
| 2005 | Panoz   | Honda     | 15       | 12       | Newman/Haas                            |
| 2012 | Dallara | Chevrolet | 25       | 20       | Dragon Racing                          |
| 2013 | Dallara | Chevrolet | 15       | 29       | Dragon Racing                          |
| 2014 | Dallara | Chevrolet | 17       | 7        | KV Racing Technology                   |
| 2015 | Dallara | Chevrolet | 7        | 11       | KV Racing Technology                   |
| 2016 | Dallara | Chevrolet | 19       | 9        | KVSH Racing                            |
| 2017 | Dallara | Honda     | Vi       | Vi       | Dale Coyne Racing                      |
| 2018 | Dallara | Honda     | 5        | 28       | Dale Coyne Racing with Vasser-Sullivan |
| 2019 | Dallara | Honda     | 7        | 30       | Dale Coyne Racing with Vasser-Sullivan |
| 2021 | Dallara | Chevrolet | 27       | 26       | A. J. Foyt Enterprises                 |

### Teljes Formula–1-es eredménysorozata
(Táblázat értelmezése)

(Félkövér: pole-pozícióból indult; dőlt: leggyorsabb kört futott) 

| Év   | Csapat     | 1      | 2      | 3      | 4      | 5      | 6      | 7      | 8      | 9      | 10     | 11     | 12     | 13    | 14     | 15     | 16     | 17     | 18     | Helyezés | Pont |
| ---- | ---------- | ------ | ------ | ------ | ------ | ------ | ------ | ------ | ------ | ------ | ------ | ------ | ------ | ----- | ------ | ------ | ------ | ------ | ------ | -------- | ---- |
| 2008 | Toro Rosso | AUS 7† | MAL Ki | BHR 15 | ESP Ki | TUR Ki | MON Ki | CAN 13 | FRA 17 | GBR 11 | GER 12 | HUN 18 | EUR 10 | BEL 7 | ITA 18 | SIN 12 | JPN 10 | CHN 13 | BRA 14 | 17.      | 4    |
| 2009 | Toro Rosso | AUS 8  | MAL 10 | CHN 11 | BHR 13 | ESP Ki | MON 8  | TUR 18 | GBR Ki | GER Ki | HUN    | EUR    | BEL    | ITA   | SIN    | JPN    | BRA    | UAE    |        | 19.      | 2    |

† - A versenyző nem ért célba, de helyezését értékelték, mivel teljesítette a versenytáv több, mint 90%-át.

### Le Mans-i 24 órás autóverseny
| Év   | Csapat                     | Csapattárs                              | Autó                | Kategória | Kör | Összetett Helyezés | Kategória Helyezés |
| ---- | -------------------------- | --------------------------------------- | ------------------- | --------- | --- | ------------------ | ------------------ |
| 1999 | Larbre Compétition         | Jean-Pierre Jarier Pierre de Thoisy     | Porsche 911 GT2     | GTS       | 134 | Kiesett            | Kiesett            |
| 2000 | Pescarolo Sport            | Emmanuel Clérico Olivier Grouillard     | Courage C52-Peugeot | LMP900    | 344 | 4.                 | 4.                 |
| 2001 | Pescarolo Sport            | Jean-Christophe Boullion Laurent Rédon  | Courage C60-Peugeot | LMP900    | 271 | 13.                | 4.                 |
| 2002 | Pescarolo Sport            | Jean-Christophe Boullion Franck Lagorce | Courage C60-Peugeot | LMP900    | 343 | 10.                | 9.                 |
| 2004 | Pescarolo Sport            | Emmanuel Collard Nicolas Minassian      | Courage C60-Judd    | LMP1      | 282 | Kiesett            | Kiesett            |
| 2007 | Team Peugeot Total         | Stéphane Sarrazin Pedro Lamy            | Peugeot 908 HDi FAP | LMP1      | 359 | 2.                 | 2.                 |
| 2009 | Team Peugeot Total         | Stéphane Sarrazin Franck Montagny       | Peugeot 908 HDi FAP | LMP1      | 381 | 2.                 | 2.                 |
| 2010 | Team Peugeot Total         | Simon Pagenaud Pedro Lamy               | Peugeot 908 HDi FAP | LMP1      | 38  | Kiesett            | Kiesett            |
| 2011 | Team Peugeot Total         | Simon Pagenaud Pedro Lamy               | Peugeot 908         | LMP1      | 355 | 2.                 | 2.                 |
| 2012 | Pescarolo Team             | Ara Szeidzsi Nicolas Minassian          | Dome S102.5-Judd    | LMP1      | 203 | HN                 | HN                 |
| 2016 | Ford Chip Ganassi Team USA | Joey Hand Dirk Müller                   | Ford GT             | GTE Pro   | 340 | 18.                | 1.                 |
| 2018 | Ford Chip Ganassi Team USA | Joey Hand Dirk Müller                   | Ford GT             | GTE Pro   | 343 | 17.                | 3.                 |
| 2019 | Ford Chip Ganassi Team USA | Joey Hand Dirk Müller                   | Ford GT             | GTE Pro   | 342 | Kiz                | Kiz                |
| 2020 | Risi Competizione          | Jules Gounon Olivier Pla                | Ferrari 488 GTE Evo | GTE Pro   | 339 | 23.                | 4.                 |
| 2022 | Vector Sport               | Ryan Cullen Nico Müller                 | Oreca 07-Gibson     | LMP2      | 357 | 27.                | 22.                |
| 2023 | Cadillac Racing            | Scott Dixon Renger van der Zande        | Cadillac V-Series.R | Hypercar  | 340 | 4.                 | 4.                 |

### Teljes WEC eredménysorozata
| Év   | Csapat          | Osztály  | Kasztni         | Motor                 | 1   | 2      | 3      | 4     | 5     | 6     | 7   | 8   | Helyezés | Pont |
| ---- | --------------- | -------- | --------------- | --------------------- | --- | ------ | ------ | ----- | ----- | ----- | --- | --- | -------- | ---- |
| 2012 | Pescarolo Team  | LMP1     | Dome S102.5     | Dome S102.5           | SEB | SPA 15 | LMS Hn | SIL   | SÃO   | BHR   | FUJ | SHA | 86.      | 0,5  |
| 2022 | Vector Sport    | LMP2     | Oreca 07        | Gibson GK428 4.2 L V8 | SEB | SPA 10 | LMS 13 | MNZ 3 | FUJ 9 | BHR 9 |     |     | 14       | 21   |
| 2024 | Cadillac Racing | Hypercar | Cadillac V-LMDh | Cadillac 5.5 L V8     | QAT | IMO    | SPA    | LMS   | SÃO   | COA   | FUJ | BHR | *        | *    |

* A szezon jelenleg is zajlik.

### Daytonai 24 órás autóverseny
| Év   | Csapat                           | Csapattárs                                                      | Autó                | Kategória | Kör | Összetett Helyezés | Kategória Helyezés |
| ---- | -------------------------------- | --------------------------------------------------------------- | ------------------- | --------- | --- | ------------------ | ------------------ |
| 2005 | Newman Racing/Silverstone Racing | Cristiano da Matta Paul Newman Michael Brockman                 | Crawford DP03-Ford  | DP        | 290 | Kiesett            | Kiesett            |
| 2006 | Doran Racing                     | B. J. Zacharias Raul Boesel                                     | Doran JE4-Ford      | DP        | 156 | Kiesett            | Kiesett            |
| 2010 | Crown Royal/NPN Racing           | Emmanuel Collard Christophe Bouchut Sascha Maassen Scott Tucker | Riley Mk. XI-BMW    | DP        | 619 | Kiesett            | Kiesett            |
| 2013 | Starworks Motorsport             | Allan McNish Ryan Dalziel Alex Popow                            | Riley Mk. XXVI-Ford | DP        | 696 | 6.                 | 6.                 |
| 2014 | Action Express Racing            | Christian Fittipaldi João Barbosa                               | Coyote Corvette DP  | P         | 695 | 1.                 | 1.                 |
| 2015 | Action Express Racing            | Christian Fittipaldi João Barbosa                               | Coyote Corvette DP  | P         | 740 | 2.                 | 2.                 |
| 2016 | Ford Chip Ganassi Racing         | Joey Hand Dirk Müller                                           | Ford GT             | GTLM      | 690 | 31.                | 7.                 |
| 2017 | Ford Chip Ganassi Racing         | Joey Hand Dirk Müller                                           | Ford GT             | GTLM      | 652 | 5.                 | 1.                 |
| 2018 | Ford Chip Ganassi Racing         | Joey Hand Dirk Müller                                           | Ford GT             | GTLM      | 783 | 12.                | 2.                 |
| 2019 | Ford Chip Ganassi Racing         | Joey Hand Dirk Müller                                           | Ford GT             | GTLM      | 559 | 28.                | 7.                 |
| 2020 | JDC-Mustang Sampling Racing      | Loïc Duval João Barbosa                                         | Cadillac DPi-V.R    | DPi       | 833 | 3.                 | 3.                 |
| 2021 | JDC-Mustang Sampling Racing      | Loïc Duval Tristan Vautier                                      | Cadillac DPi-V.R    | DPi       | 723 | Kiesett            | Kiesett            |
| 2022 | Cadillac Racing                  | Scott Dixon Álex Palou Renger van der Zande                     | Cadillac DPi-V.R    | DPi       | 722 | 14.                | 7.                 |
| 2023 | Cadillac Racing                  | Scott Dixon Renger van der Zande                                | Cadillac V-Series.R | GTP       | 783 | 3.                 | 3.                 |
| 2024 | Cadillac Racing                  | Scott Dixon Álex Palou Renger van der Zande                     | Cadillac V-Series.R | GTP       | 423 | Kiesett            | Kiesett            |

### Teljes WeatherTech SportsCar Championship eredménysorozata
| Év   | Csapat                      | Osztály | Kasztni             | Motor                        | 1      | 2     | 3     | 4     | 5     | 6     | 7     | 8     | 9     | 10    | 11    | Helyezés | Pont |
| ---- | --------------------------- | ------- | ------------------- | ---------------------------- | ------ | ----- | ----- | ----- | ----- | ----- | ----- | ----- | ----- | ----- | ----- | -------- | ---- |
| 2014 | Action Express Racing       | P       | Coyote Corvette DP  | Chevrolet 5.5 L V8           | DAY 1  | SEB 3 | LBH   | LAG   | DET   | WGL   | MOS   | IMS   | ELK   | COA   | PET 2 | 24.      | 100  |
| 2015 | Action Express Racing       | P       | Coyote Corvette DP  | Chevrolet 5.5 L V8           | DAY 2  | SEB 1 | LBH   | LAG   | DET   | WGL   | MOS   | ELK   | COA   | PET 1 |       | 11.      | 105  |
| 2016 | Ford Chip Ganassi Racing    | GTLM    | Ford GT             | Ford 3.5 L EcoBoost V6       | DAY 7  | SEB 8 | LBH   | LAG   | WGL   | MOS   | LRP   | ELK   | VIR   | COA   | PET 2 | 15.      | 82   |
| 2017 | Ford Chip Ganassi Racing    | GTLM    | Ford GT             | Ford EcoBoost 3.5 L Turbo V6 | DAY 1  | SEB 2 | LBH   | COA   | WGL   | MOS   | LRP   | ELK   | VIR   | LAG   | PET 7 | 12.      | 91   |
| 2018 | Ford Chip Ganassi Racing    | GTLM    | Ford GT             | Ford EcoBoost 3.5 L Turbo V6 | DAY 2  | SEB 9 | LBH   | MDO   | WGL   | MOS   | LRP   | ELK   | VIR   | LAG   | PET 7 | 13.      | 78   |
| 2019 | Ford Chip Ganassi Racing    | GTLM    | Ford GT             | Ford EcoBoost 3.5 L Turbo V6 | DAY 7  | SEB 2 | LBH 4 | MDO 7 | WGL   | MOS   | LRP   | ELK   | VIR   | LAG   | PET 8 | 12.      | 131  |
| 2020 | JDC-Mustang Sampling Racing | DPi     | Cadillac DPi-V.R    | Cadillac 5.5 L V8            | DAY 3  | DAY 3 | SEB 3 | ELK 4 | ATL 4 | MDO 6 | PET 4 | LAG 7 | SEB 5 |       |       | 5.       | 249  |
| 2021 | JDC-Mustang Sampling Racing | DPi     | Cadillac DPi-V.R    | Cadillac 5.5 L V8            | DAY 7  | SEB 1 | MDO   | DET   | WGL 7 | WGL   | ELK   | LAG   | LBH   | PET 7 |       | 13.      | 1180 |
| 2022 | Cadillac Racing             | DPi     | Cadillac            | Cadillac 5.5 L V8            | DAY 7  | SEB 7 | LBH 1 | LAG 6 | MDO 5 | DET 1 | WGL 3 | MOS 1 | ELK 3 | PET 4 |       | 3.       | 3220 |
| 2023 | Cadillac Racing             | GTP     | Cadillac V-Series.R | Cadillac LMC55R 5. 5 L V8    | DAY 3  | SEB 7 | LBH 8 | LAG 1 | WGL 5 | MOS 9 | ELK 4 | IMS 7 | PET 2 |       |       | 7.       | 2673 |
| 2024 | Cadillac Racing             | GTP     | Cadillac V-Series.R | Cadillac LMC55R 5. 5 L V8    | DAY 10 | SEB   | LBH   | LAG   | DET   | WGL   | ELK   | IMS   | PET   |       |       | 10.*     | 242* |

* A szezon jelenleg is zajlik.

### Bathursti 1000 mérföldes autóverseny
| Év   | Csapat                    | Autó                | Csapattárs     | Kör | Helyezés |
| ---- | ------------------------- | ------------------- | -------------- | --- | -------- |
| 2015 | Charlie Schwerkolt Racing | Holden Commodore VF | Lee Holdsworth | 161 | 9.       |